# 惣善寺
惣善寺（そうぜんじ）は、福島県いわき市常磐湯本町にある浄土宗の寺院。

## 歴史
1522年（大永2年）、良恩上人によって開山された。良恩は当時、湯元温泉で布教しており、領主の若松氏が良恩のために寺を創建し、寄進した。
江戸時代は、寺子屋「寸陰学舎」を開設、庶民の教育に留まらず、遊女にも教育を施していた。
当寺の本尊は阿弥陀如来で、1330年に比丘善来を願主として製作を開始、1335年（建武2年）に完工されたものである。福島県の重要文化財に指定されている。
墓地には、江戸時代の銅版画家安田田騏や俳人の沾巴の墓がある。

## 文化財
- 木造阿弥陀如来坐像（福島県指定重要文化財 昭和61年3月31日指定）[4]
- 木造阿弥陀如来立像（いわき市指定文化財 平成20年3月28日指定）[5]

## 交通アクセス
- 湯本駅より徒歩10分。